# Планетарий профессора Жозе Баптисты Перейры
Планетарий профессора Жозе Баптисты Перейры (порт. Planetário Professor José Baptista Pereira) — планетарий, расположенный в Порту-Алегри, столице штата Риу-Гранди-ду-Сул (Бразилия). Входит в Федеральный университет Риу-Гранди-ду-Сул в качестве дополнительного учреждения для обучения и распространения астрономии. Находится на углу авеню Ипиранга и улицы Рамиро Барселуш, на территории медицинского кампуса университета.

## История

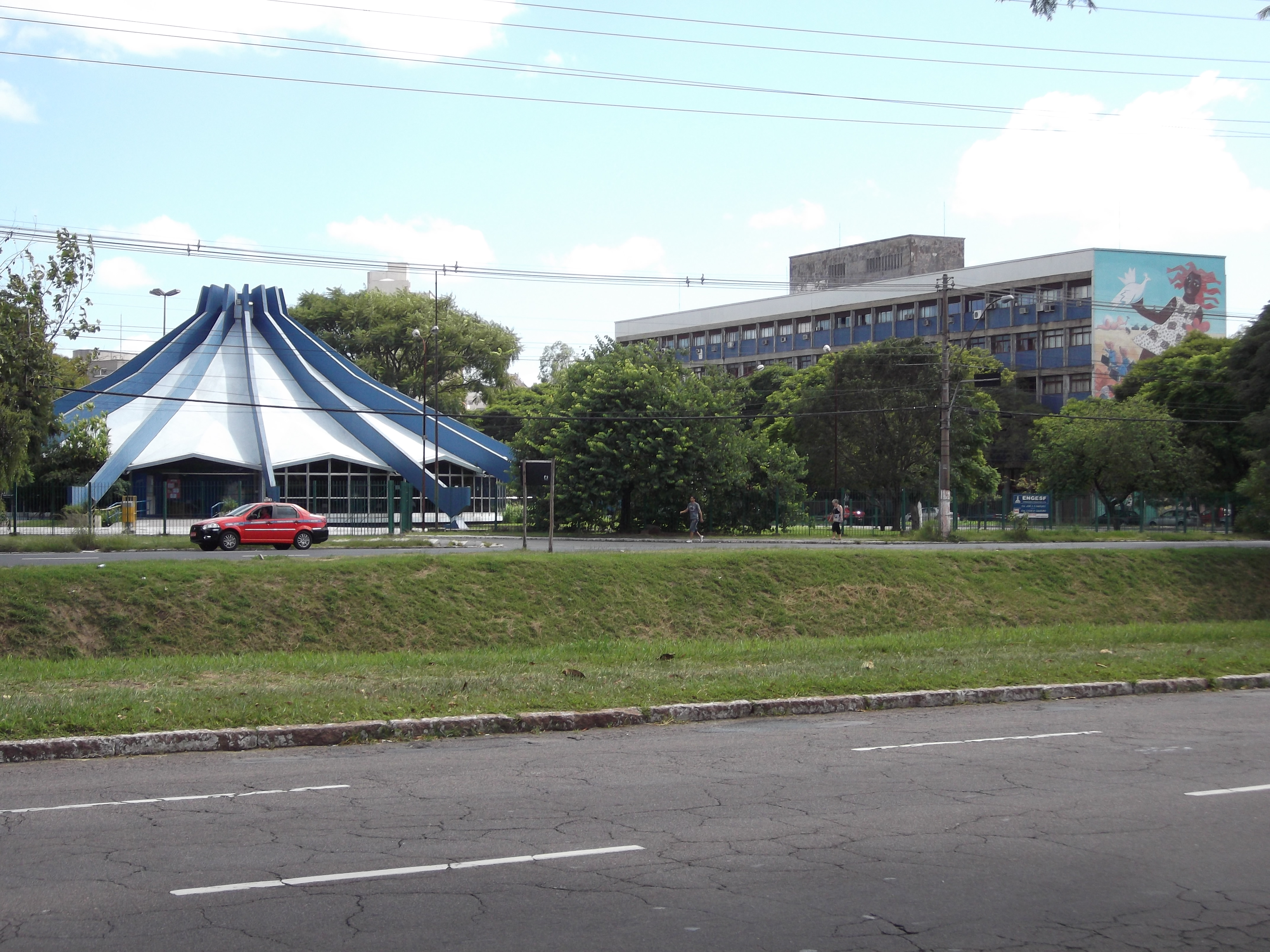
Планетарий (слева) и Институт психологии (справа) в медицинском кампусе Университета Риу-Гранди-ду-Сул.

До начала 1970-х годов в мире было мало мест, где были планетарии: Мюнхен, Париж, Лондон, Рим, Чикаго, Осака, Буэнос-Айрес и Сан-Паулу были некоторыми из городов, где были установлены проекторы Zeiss. Университеты и военно-морские училища принимали оборудование с образовательными целями для демонстрации движения звезд. Широкая публика получила прямой контакт с астрономией в культурных центрах, которые были созданы вокруг планетариев.
Возникновение планетария в Порту-Алегри связано с пожертвованием в 1970-х годах проектора Zeiss SpaceMaster, произведенного в Восточной Германии, Министерством образования и культуры. Для установки проектора было подписано соглашение между университетом и мэрией. Архитектурный проект, обслуживание оборудования, преподавательский, технический и административный персонал были обеспечены университетом. Мэрия же обеспечила строительство здания по проекту Фернандо Гонсалеса и сотрудничества с Вальтером Бередом, которое началось в 1971 году. Построенное здание 20 октября 1972 года посетили американские астронавты Джеймс Ловелл и Дональд Слейтон. Планетарий был открыт для посещений в ноябре 1972 года.

## Экспозиция
Здание, расположенное на углу проспекта Ипиранга и улицы Рамиро Барселуш, напоминет по форме космический корабль, стоящий на земле, окружённый садами, зеркальным бассейном, солнечными часами и розой ветров. Планетарий Zeiss SpaceMaster способен показывать планеты и восемь тысяч звёзд, проецируемые на купол диаметром 12,5 м, показывая небо из любой точки мира с их прошлым, настоящим и будущим положением. В дополнение к проекциям планетарий осуществляет программу параллельных культурных мероприятий.
Название планетария — в честь профессора инженерии Жозе Баптисты Перейры, который работал в области астрономии в Риу-Гранди-ду-Сул.